# Otto Küstermann
Julius Albert Otto Küstermann  (* 18. Februar 1837 in Schladebach; † 20. Februar 1913 in Merseburg) war ein deutscher evangelischer Pfarrer und Historiker.

## Leben
Küstermann war ein Sohn des Ortspfarrers von Schladebach Eduard Albert Küstermann und der Johanna Henriette Agnes Graßhoff. Er besuchte das Domgymnasium in Merseburg, studierte 1856–1859 an der Universität Halle und absolvierte dort 1860 sein erstes theologisches Examen. Er war Hauslehrer in Sankt Micheln sowie Hilfsprediger in Bedra und Benndorf. Küstermann wurde, nachdem er 1862 sein zweites theologisches Examen absolviert hatte und seine Ordination in Magdeburg am 30. Juli 1862 erfolgte, für fünf Jahre Pfarrer in Pödelist und 1867 Pfarrer in Geusa und Atzendorf. Er trat 1902 in den Ruhestand.

## Wirken
Küstermann befasste sich intensiv mit der Geschichte seiner heimatlichen Region. Seine „Altgeographischen Streifzüge durch das Hochstift Merseburg“, die fundierte geschichtliche Informationen liefern, wurden nur einmal gedruckt. Seine „Beschreibende Darstellung der älteren Bau- und Kunstdenkmäler der Provinz Sachsen – Achtes Heft – Der Kreis Merseburg“ (1883) ist heute noch ein Standardwerk in den wissenschaftlichen Bibliotheken.
1902 wurde ihm durch den preußischen König Wilhelm II. der „Rote Adlerorden 4. Klasse“ verliehen. Auf dem Altenburger Friedhof wurde im Jahre 2009 auf seiner Grabstätte ihm zu Ehren eine Gedenksäule durch den Merseburger Altstadtverein errichtet.

## Familie
Küstermann war zweimal verheiratet. Seine erste Ehe schloss er am 21. April 1864 in Schladebach mit Auguste Karoline Ida (* 10. Mai 1846, † 14. September 1869), der Tochter des Brauereibesitzers Franz Lange in Schladebach.
Seine zweite Ehe ging er am 21. Juli 1871 mit Pauline Juliane Meta (* 27. März 1849, † 24. Juni 1931), der Tochter des Oberpfarrers an der St. Maximikirche in Merseburg Johann Philipp Hermann Heinecken ein. Aus den beiden Ehen stammen 9 Kinder:
S. Fürchtegott Johannes Otto (* 17. Mai 1865 in Pödelist; † 15. Dezember 1932 in Naumburg), Pfarrer in Pödelist
T. Martha Magdalena Maria (* 7. Juli 1868 in Geusa; † 21. Dezember 1932 in Halle)
S. Johannes Gottfried Albert Hermann (* 15. April 1872 in Geusa; † 27. Februar 1952 in Zörbig), Arzt in Zörbig
T. Marie Agnes Julie Magaretha (* 18. Juli 1873 in Geusa; 6. Januar 1951 in Lichtentanne/Sachsen), verheiratet mit dem damaligen Diakon an der St. Nikolaikirche in Eilenburg Carl Heinrich Gustav Gützlaff
T. Magdalena Anna Elisabeth (* 30. März 1875 in Geusa; † 18. Mai 1964 in Dortmund), verh. 16. Dezember 1900 mit Hans Heinrich Georg Deicke in Lüneburg
S. Heinrich Eduard Benjamin (* 13. Juni 1877 in Geusa; † 12. Januar 1945), Ing. in Mönchengladbach
T. Margarete Anna Klara Meta (* 5. Januar 1881 in Geusa; † 12. Dezember 1885 in Geusa)
S. Paul Julius (12. Januar 1886 in Geusa; † 12. Dezember 1956 in Mbeya/Tansania in Ostafrika), Major und Farmer in Ostafrika
T. Elisabeth Charlotte Anna (* 15. Juni 1888 in Geusa, † 22. Juli 1972 in Bad Honnef), verheiratet mit Paul Krusius, u. a. Pfarrer in Schelden/Ostpreußen.

## Werke
- Altgeographische Streifzüge durch das Hochstift Merseburg. I. Das Amt Merseburg. Quellenstudien. In: Neue Mitteilungen des Thüringisch-Sächsischen Vereins. Bd. XVI, Halle (Saale) 1883, S. 161–352 (Digitalisat Universität Jena; auch als Separatdruck (Merseburg o. J.,  Digitalisat SLUB Dresden) erschienen) und Bd. XVII, Halle (Saale) 1889, S. 339–432 (Digitalisat Universität Jena).
- Altgeographische und Topographische Streifzüge durch das Hochstift Merseburg. II. Das Amt Lützen. Quellenstudien. In: Neue Mitteilungen des Thüringisch-Sächsischen Vereins. Bd. XVII, Halle (Saale) 1889, S. 433–497 (Digitalisat Universität Jena).
- Altgeographische Streifzüge durch das Hochstift Merseburg. III. Die ehemaligen Ämter Lauchstädt und Schkeuditz. Quellenstudien. In: Neue Mitteilungen des Thüringisch-Sächsischen Vereins. Bd. XVIII, Halle (Saale) 1894, Erste Hälfte, S. 188–240 (Digitalisat SLUB Dresden) und Bd. XVIII, Halle (Saale) 1894, Zweite Hälfte, Erstes Heft, S. 75–171 (Digitalisat SLUB Dresden).
- Heinrich Otte, Johannes Burkhardt, Otto Küstermann. Beschreibende Darstellung der älteren Bau- und Kunstdenkmäler des Kreises Merseburg. Hrsg. von der Historischen Kommission der Provinz Sachsen. Halle (Saale) 1883.
- Urkundliche Nachrichten über Merseburger Capellen und Kirchen. Separatdruck aus Neue Mitteilungen des Thüringisch-Sächsischen Vereins Bd. XVI, Halle 1883, S. 420–430. (Digitalisat Universität Jena)
- Führer durch die Stadt Merseburg, Merseburg 1889.
- Beziehungen der Grafschaft Mansfeld zum Hochstift Merseburg. In: Mansfeldische Blätter. Mitteilungen des Vereins für Geschichte und Altertümer der Grafschaft Mansfeld zu Eisleben. Dritter Jahrgang. Eisleben 1889, S. 47–53.
- Eine seltene Bibel. In: Monatsblätter des Thüringisch-Sächsischen Vereins für Erforschung des vaterländischen Altertums und der Erhaltung seiner Denkmale. Halle (Saale) 1894, S. 136–137.
- Die Schlacht bei Riade im Jahre 933. In: Zeitschrift des Harzvereins für Geschichte und Altertumskunde. 29. Jahrgang. Wernigerode 1896, S. 520–549. (Digitalisat Universität Jena)
- Geschichte der Ansiedlung in der Umgebung Merseburgs. Halle (Saale) 1894.
- Zur Geschichte der Stadt, des Schlosses und ehemaligen Gerichtsbezirks Nebra und seiner unmittelbaren Umgebung sowie seiner Beziehungen zum ehemals sächsischen Amte Freiburg. In: Jahresbericht des Thüringisch-Sächsischen Vereins für Erforschung des vaterländischen Altertums und Erhaltung seiner Denkmale. Halle (Saale) 1897, S. 40–92.
- Zur Geschichte von Mücheln an der Geisel und Umgebung. In: Zeitschrift des Harz-Vereins für Geschichte und Altertumskunde. 31. Jahrgang. Wernigerode 1898, S. 57–120.
- Zur Geschichte der Familie von Bose. Urkundliche Nachrichten. Sonderdruck aus der Vierteljahresschrift für Wappen-, Siegel- und Familienkunde. Heft 2. Berlin 1899.
- Merseburg und Paulinzelle. Bilder aus dem Leben des christlichen Adels deutscher Nation im 11. und 12. Jahrhundert. o. O. o. J. In: Merseburger Kreisblatt. 20., 21., 22., 23., 24., 25. und 27. Februar 1900 in Fortsetzungen erschienen.
- Die ersten Spuren altorientalischer und indogermanischer Kultureinflüsse zwischen Saale und Unstrut. Abonnentenvortrag o. O. 1893. In: Merseburger Korrespondent. 8., 9., 11. März 1893 in Fortsetzungen erschienen.